# Генерал от авиацията
Генерал от авиацията (на немски: General der Flieger) е висше военно звание от рода войски, най-често срещано сред генералите на Луфтвафе през Втората световна война, но също и в Русия, Испания и Япония.
Във немския Вермахт (Луфтвафе) рангът е по-висшестоящ от генерал-лейтенант и по-нисшестоящ от генерал-полковник.
Генерал от рода войски:
- Генерал от пехотата
- Генерал от кавалерията
- Генерал от артилерията
- Генерал от парашутните войски
- Генерал от планинските войски
- Генерал на танковите войски
- Генерал от свързочните войски

Въведен е през 1935 г. и е еквивалент на обергрупенфюрер, във Вафен-СС.

## Известни носители на ранга Генерал от авиацията
- 1885–1960 Алберт Кеселринг, по-късно повишен фелдмаршал
- 1892–1972 Ерхард Милх, по-късно повишен фелдмаршал